# Lynchningen av John Carter
Lynchningen av John Carter ägde rum 4 maj 1927 i Little Rock, Arkansas och är en av de mest ökända händelserna av rasistiskt våld i delstatens historia.
Episoden började 30 april 1927 när kroppen av en död flicka vid namn Floella McDonald upptäcktes i klockstapel till en presbyterianisk kyrka. Kyrkans vaktmästare och hans son blev gripna för mord, och en vit mobb ville lyncha dem, men de misstänkta skickades bort. Spänningar fortsatte i staden under många dagar.
Den 4 maj, enligt rapporten, attackerade en afroamerikan som hette John Carter en vit kvinna och hennes dotter. En mobb hängde då Carter i en telefonstolpe, sköt honom, och släpade därefter kroppen efter en bil genom staden. Färden avslutades med att 5000 personer i mobben deltog i ett upplopp i en gatukorsning i den svarta delen av staden där de sedan brände Carters kropp. Arkansas guvernör John Ellis Martineau kallade in nationalgardet för att lugna ned situationen. Soldater fann en mobbmedlem som styrde trafiken genom att använda en av Carters armar. Ingen blev anhållen för mordet på Carter.